# 사신소년
사신소년은 웹툰작가 '류'의 웹툰으로 현재 네이버 웹툰에서 연재중이며 매주 화요일 웹툰이다.

## 줄거리
보잘것 없는 왕따 소년 이경호. 자살을 시도하려다 실패후 돌아가던 중 사신 시이라를 만나게 되어 '저승티켓'을 얻는다. 1년을 제외한 모든 수명을 티켓으로 교환하여 100개의 티켓으로 한채연과 함께 엄마를 찾기 위해 살아가는 이야기다.

## 등장인물
- 이경호
남주인공. 어렸을 때 부모님을 사고로 잃고 반에서 왕따를 당했지만 사신 시이라를 만나 티켓과 수명을 바꾸어서 수명이 1년만 남게 된다. 한채연의 경호원으로 일하면서 같이 학교를 다닌다. 한채연과 신체 접촉을 했을 때 같이 영혼을 볼 수 있고 엄마의 영혼을 찾고 있다.
- 한채연
여주인공. 재벌로 어렸을 때부터 납치를 당해 수많은 경호원의 감시로 집 밖에 나가지 못했다. 한채연이 납치를 당했을 때 이경호가 구해주어 같이 학교에 다니게 된다. 영혼을 볼 수 있어서 악령의 성불을 도와주려 하며 이경호 엄마의 영혼을 함께 찾고 있다.
- 시이라 J 쥬엔
이경호와 계약을 한 사신. 정말 아름답고 이경호 학교 보건선생님으로 변장해
이경호에게 도움을 준다.
- 뱀 문신 조직들
한채연을 노리고 있으며 멤버들은 모두  상당한 무술 실력을 가지고 있다.
- Shane Dwatswell
경호원이며 예전 뱀 문신 조직의 일원으로 있었다. 무언가 비밀을 가지고 있다.

### 경호원

#### 1팀
- 이지석
제 1팀 팀장이며 주로 검도로 싸운다.

#### 2팀
- 강용만
제 2팀 팀장이며 별다른 정보는 아직 나오지 않았다.

### 뱀 문신 조직

#### 1급
- 블랙맘바, 키바 제로, 칠점사, 링넥, 호그노즈, 코모도

#### 2급
- 반시
- 화사
- 자라리카

## 이경호 티켓 사용처
체험판 : 복싱의 황제 무하마드 알리
1. 절권도의 창시자 이소룡
2. 멀리뛰기의 제왕 실비오 카토르
3. 위대한 수의사 제임스 헤리엣
4. 클라이밍의 신 데렉 허시
5. 500 파운드의 역도선수 바실리 알렉세예프
6. 천무도의 창시자 이소협
7. 미국 특수 경호원 로버트 데 스튜어트 페로
8. 청와대 경호실장 정동호
9. FBI 사이버 보안 요원 어스틴 챔프먼
10. 스케이트 보더 밴 파파로스 예상
11. 비운의 액션 배우 브랜든 리
12. 축구계의 혁명가 요한 크루이프
13. 조선 최고의 싸움꾼 시라소니
14. FBI 사이버 특수요원 알버트 호버
15. 극진 가라데의 창시자 최배달
16. 위대한 마술사 해리 후디니
17. 무에타이 전설 나이 카놈 똠
18. 조선 최고의 봉술가 홍길동
19. NBA 전설 코비 브라이언트
20. 영춘권의 달인 엽문
21. 시스테마의 창시자 알렉세이 카도치 니코트
22. 이도류의 달인 미야모토 무사시
23. 닌자의 지배자 핫토리 야스나가
24. 검성 척준경
25. ITF 태권도의 창시자 최홍희
26. 조선 최고의 주먹 김두한
27. 크라브 마가 창시자 이미 리치텐 필드
28. 무예의 대가 백동수
29. 신경외과 대가 로열 데이비스
30. 비운의 천재 무술가 웨이 리오
31. 팔극권 창시자 라

## 같이 보기
- 외모지상주의
- 랜덤채팅의 그녀!
- 연애혁명
- 여신강림
- 바른연애 길잡이